# 富岡八幡宮
富岡八幡宮（日语：／）是位於日本東京都江東區富岡的八幡神社，通稱深川八幡宮，也是東京最大的八幡宮，八月舉行的祭禮「深川八幡祭」是江戶三大祭之一。社格屬別表神社。
作為江戶勸進相撲發源神社，神社內有「橫綱力士碑」等大相撲相關石碑。

## 祭神
- 主祭神
  - 應神天皇（八幡神）
- 相殿神
  - 神功皇后
  - 仁德天皇
  - 天照皇大神
  - 常磐社神
  - 武內宿禰命
  - 日本武尊
  - 天兒屋根命
  - 竈大神

## 歷史

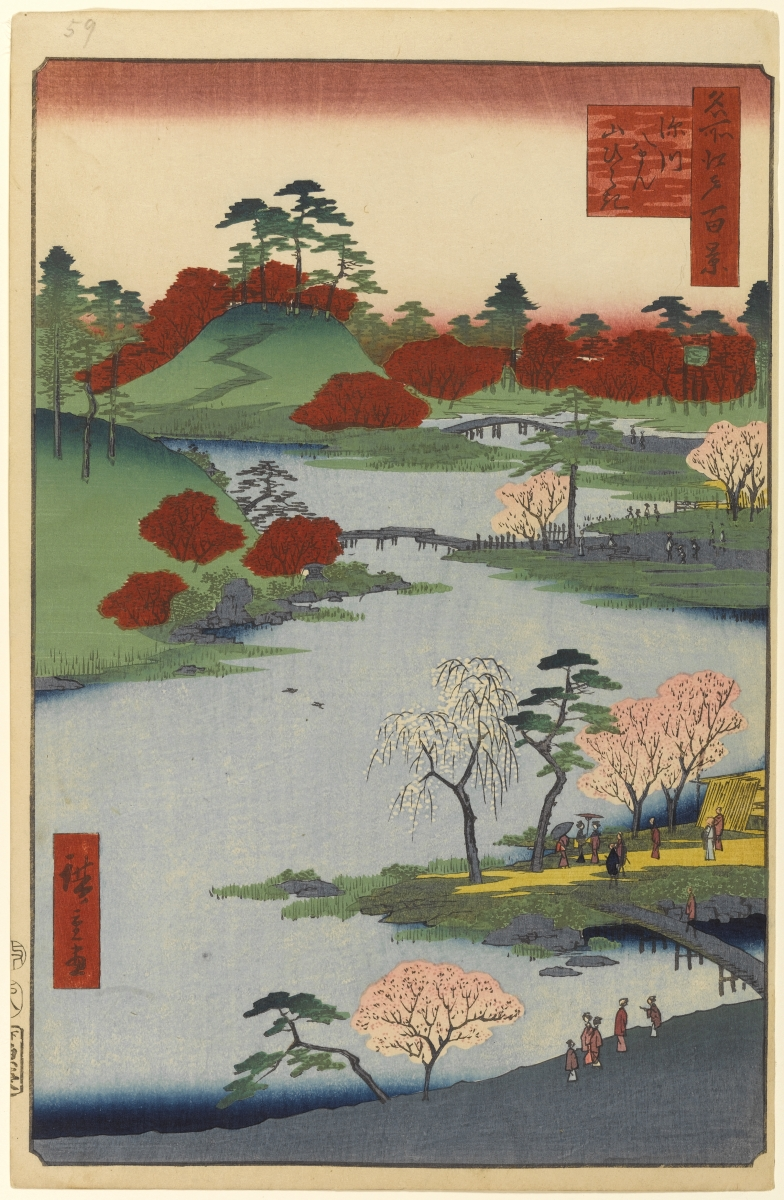
歌川廣重『名所江戶百景』「深川八幡開山」。春季的「開山」開放一般民眾參觀永代寺庭園。

### 創建
1627年（寛永4年），菅原道真公末裔長盛法印受神托，在當時的永代島建立了這座神社，稱作「永代嶋八幡宮」，社有地達60,508坪。
在尊崇八幡大神的德川將軍家保護下，本社被平民稱為「深川八幡様」。廣大美麗的庭園也是知名的景點。
此外，長盛法師還在此地建立別當寺永代寺。
在不斷發展下，本社周邊形成了門前町（現在的門前仲町）。

### 明治、大正
明治維新後的社格為准勅祭社，該制度廢止後列為府社，但仍獲得皇室尊崇。
永代寺之後因神佛分離令廢寺。1896年（明治29年），舊永代寺塔頭吉祥院繼承更名，成為現在的永代寺。

### 昭和以後
1945年（昭和20年）3月10日的東京大空襲造成本宮燒毀。第18代宮司富岡盛彥在1956年（昭和31年）重建現在的社殿。

### 相關事件
繼承問題&脫離神社本廳
1994年（平成6年）10月，盛宴兒子第19代宮司因身體因素引退，其長男在1995年（平成7年）3月就任第20代宮司，然而1999年（平成11年）以後因金錢與女性等醜聞不斷，2001年（平成13年）5月解任，由原第19代宮司再任。第20代宮司被剝奪繼承權後散布威脅言論而在2006年（平成18年）以脅迫罪逮捕。
2010年（平成22年），第19代宮司引退，富岡八幡宮向神社本廳申請由其長女就任宮司，但遲遲未能取得許可，長女僅能以「宮司代務者」的身分經營長達七年。2017年（平成29年）9月，富岡八幡宮宣布脫離神社本廳成為單立神社，長女就任第21代宮司。此外，同為別表神社的氣多大社與梨木神社也分別在2010年(平成22年)與2013年(平成25年)脫離神社本廳，主要神社不斷退出神社本廳成為話題。
前任宮司(弟)殺死現任宮司(姐)與妻子再自殺
2017年(平成29年)12月7日，第21代宮司與司機遭到第20代宮司及其妻子襲擊，第21代宮司死亡，司機重傷，而第20代宮司則在殺害妻子後自殺。警察搜查後表示第20代宮司是在親姊正式就任宮司後自暴自棄而犯下案件。富岡八幡宮在9日舉行緊急責任役員會議，由擔任宮司補佐與代理的權宮司丸山聰一就任宮司代務者。。

## 境內
- 社殿
社殿曾在1683年（天和3年）燒毀，元祿16年則因地震受損，1923年（大正12年）關東大地震再次震毀，加上之後的空襲，社殿不斷地重建與修復。現在的社殿是1956年（昭和31年）所建，為使用鋼筋混擬土的「重層型準八幡造」。
- 末社
  - 七渡神社、粟島神社 - 七渡神社是祭祀八幡宮創祀之前就已存在的地主神七渡弁天。
  - 車析社；客神社
  - 野見宿禰神社 - 江戶勸進相撲發源地，祭祀相撲始祖野見宿禰。
  - 住吉社
  - 聖德太子社
  - 天滿天神社
  - 祖靈社、花本社 - 花本社御祭神是與深川有淵源的松尾芭蕉。
  - 永昌五社稻荷神社
  - 鹿島神社、大鳥神社
  - 惠比須社、大黑社 - 惠比須社祭祀深川七福神（日语：深川七福神）的惠比須。
  - 富士淺間社、金刀比羅社
- 昭和天皇紀念碑
紀念社殿遭到空襲後的1945年（昭和20年）3月18日，昭和天皇與侍從長藤田尚德（日语：藤田尚徳）視察受災地區。
- 伊能忠敬銅像
江戶時代測量家伊能忠敬當時住在深川附近，要外出測量時必定來到富岡八幡宮祈求安全，2001年（平成13年）建立銅像作為紀念。
- 資料館
展示包含富岡八幡宮歷史在內的深川與木場歷史。
- 力持碑
紀念東京都指定無形民俗文化財及江東區登錄無形民俗文化財的民俗藝能「深川力持」。
- 木場角乘碑
紀念東京都指定無形民俗文化財及江東區登錄無形民俗文化財的民俗藝能「木場角乘」。

## 年度活動
- 1月
  - 元旦 - 歲旦祭
- 2月
  - 節分 - 節分祭
  - 8日 - 粟島神社獻針祭
- 6月
  - 17日 - 七渡神社例祭
  - 30日-大祓式
- 7月
  - 1日 - 富士淺間神社例祭
- 8月
  - 15日 - 例祭
- 11月
  - 月中 - 七五三祝祭
  - 酉の日 - 酉之市
- 12月
  - 31日 -大祓式

## 相撲

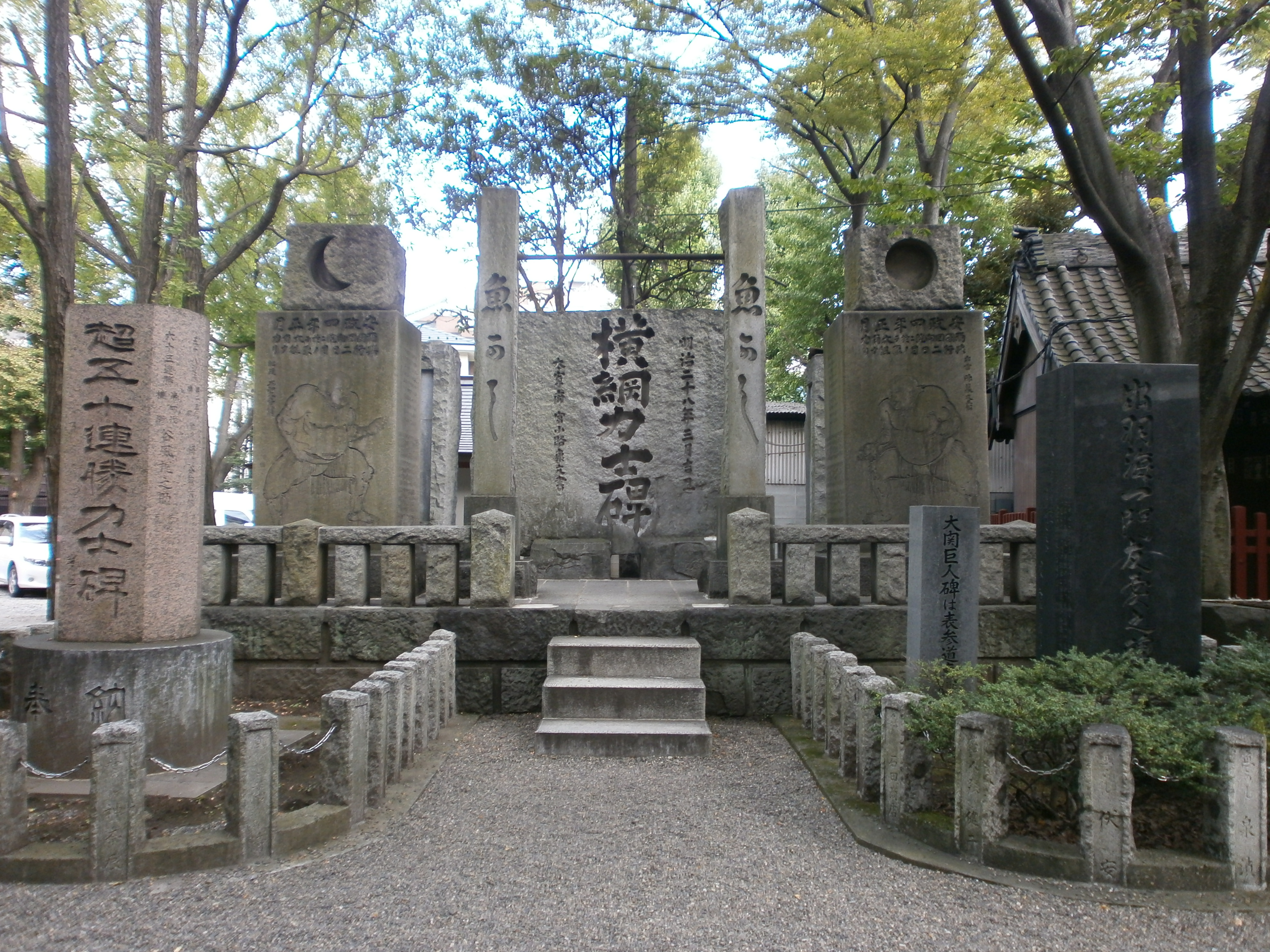
歷代橫綱碑

富岡八幡宮於1684年（貞享元年）在寺社奉行許可下舉行首次勸進相撲，是江戶勸進相撲（現在的大相撲前身）的發源地。現在新橫綱誕生時仍會在該處舉行奉納土俵入等儀式，神社內亦設有多個相撲相關的石碑，包括：
- 橫綱力士碑（日语：横綱力士碑）
- 超五十連勝力士碑（日语：超五十連勝力士碑）
- 出羽海一門友愛之碑
- 大關力士碑（日语：大関力士碑）
- 巨人力士身長碑
- 釋迦嶽等身碑
- 強豪關脇力士碑
- 巨人手形、足形

## 氏子地域
- 江東區青海
- 江東區有明
- 江東區石島
- 江東區永代
- 江東區枝川一丁目
- 江東區越中島
- 江東區扇橋一丁目
- 江東區木場二～五丁目
- 江東區清澄
- 江東區佐賀
- 江東區鹽濱一丁目
- 江東區東雲
- 江東區白河
- 江東區新木場一丁目
- 江東區千石一丁目
- 江東區辰巳
- 江東區東陽
- 江東區富岡
- 江東區豐洲
- 江東區平野
- 江東區福住
- 江東區深川
- 江東區冬木
- 江東區古石場
- 江東區牡丹
- 江東區三好
- 江東區門前仲町
- 中央區日本橋箱崎町
- 中央區新川
- 港區台場

## 圖片

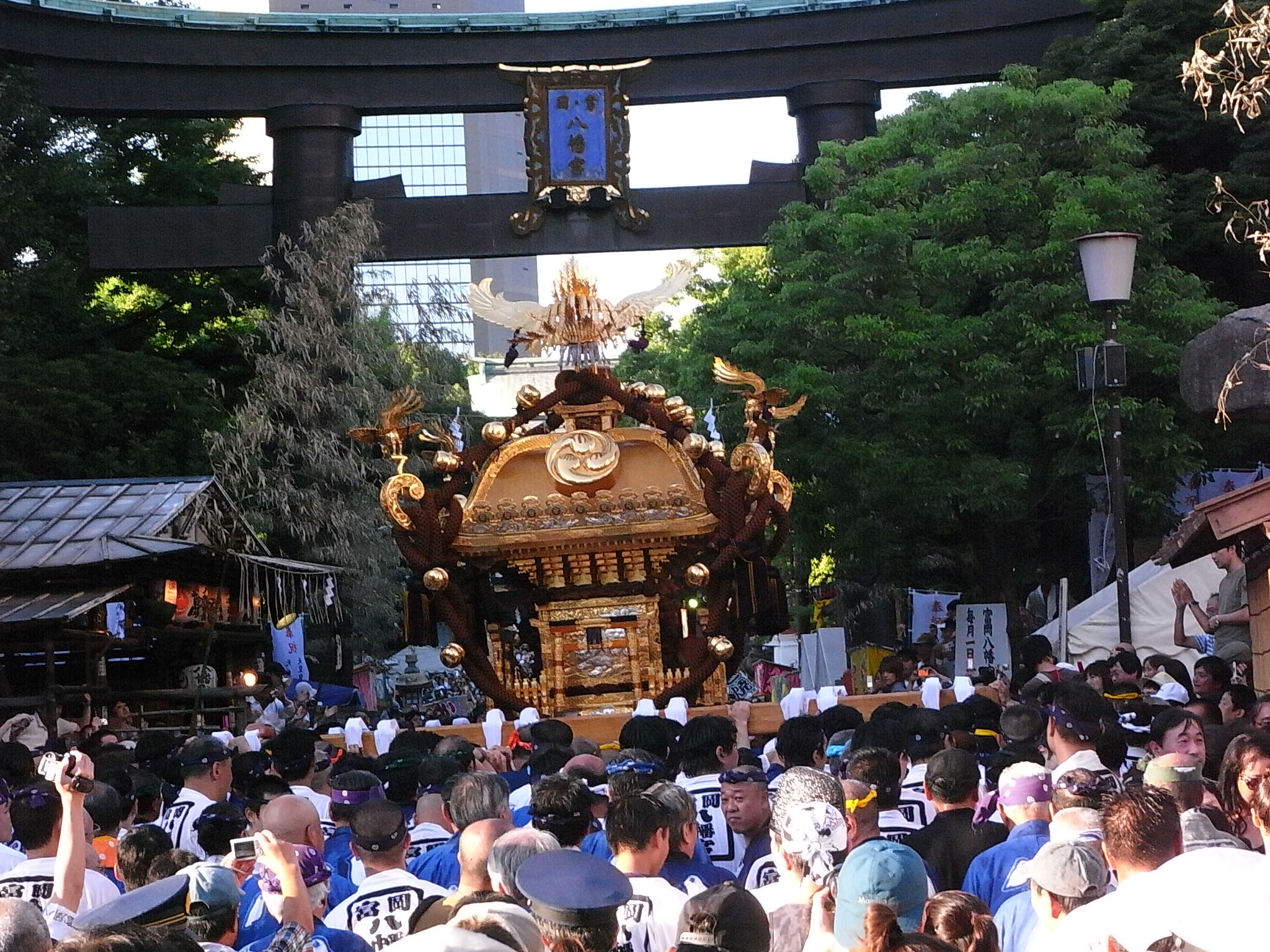
深川祭 本祭 御本社二之宮神輿（重量約2噸）（2009年8月16日）
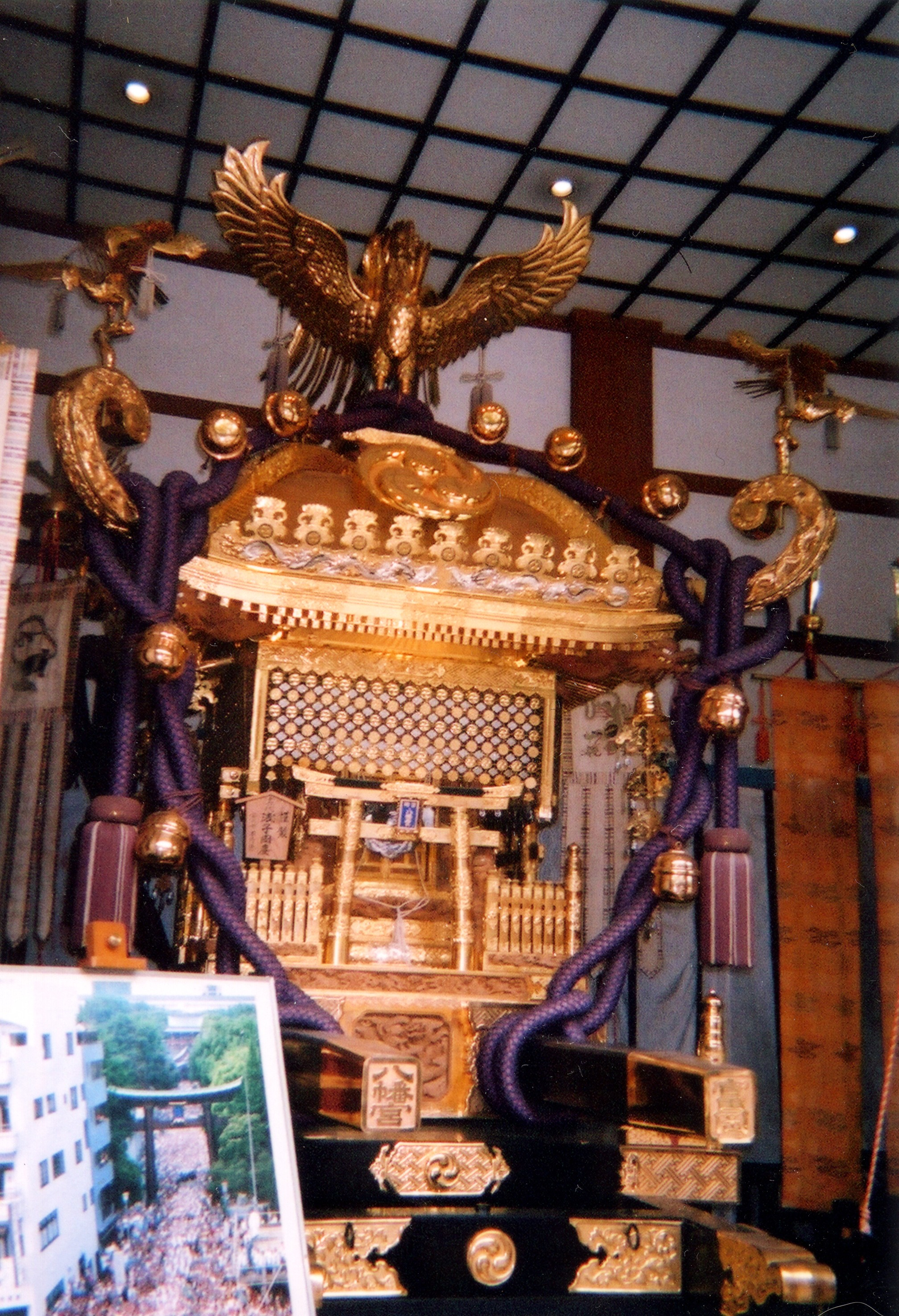
日本最大的神輿
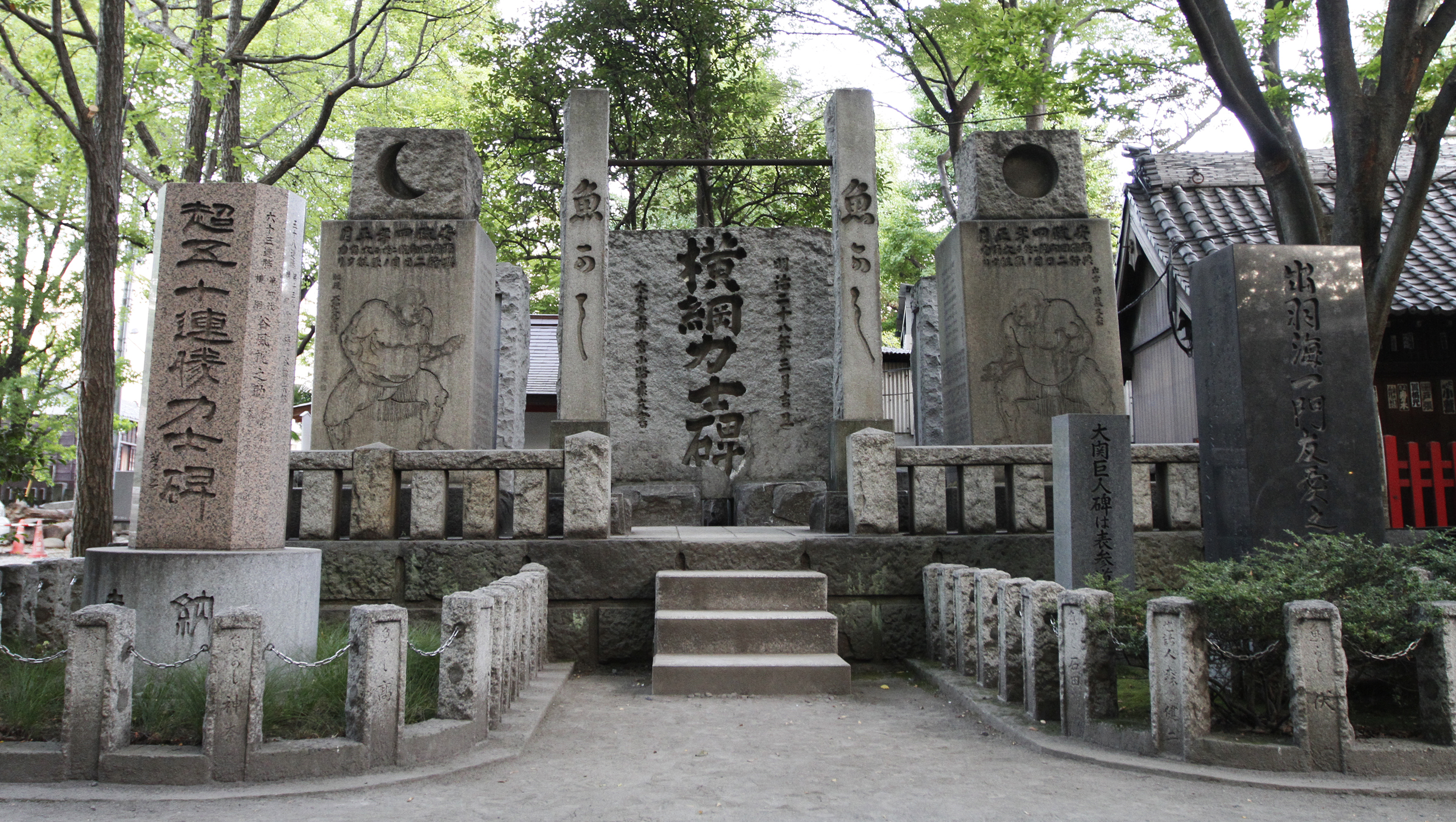
左起為超五十連勝力士碑、橫綱力士碑、出羽海一門友愛之碑
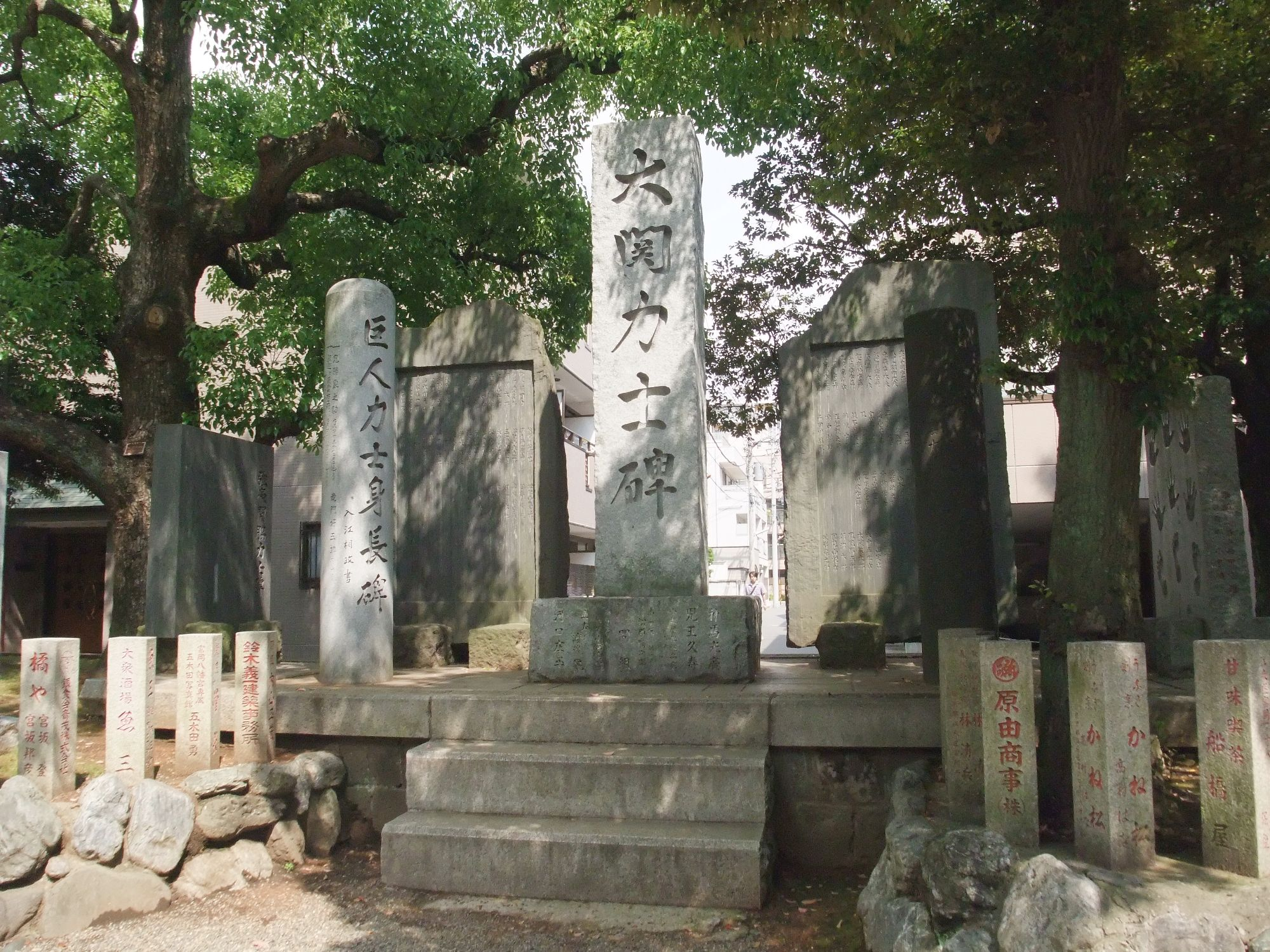
大關力士碑等

## 外部連結
- 富岡八幡宮 （页面存档备份，存于）